# Precise Positioning Service
Precise Positioning Service (PPS) är en tjänst för GPS som innebär tillhandahållande av C/A-kod, satellitmeddelande, P-kod, Y-kod och information för att kompensera för SA.